# Insel-Lanzenotter
Die Insel-Lanzenotter (Bothrops insularis) ist eine Schlangenart aus der Familie der Vipern (Viperidae), Unterfamilie der Grubenottern (Crotalinae). Sie ist endemisch auf der im Atlantik vor dem Bundesstaat São Paulo gelegenen brasilianischen Insel Queimada Grande. Die Insel ist nur 43 Hektar groß. Erst 1921 wurde die Insel-Lanzenotter vom brasilianischen Schlangenforscher Afrânio Pompílio Bastos do Amaral (1894–1982), der im selben Jahr Direktor des Schlangenforschungsinstituts Butantan in São Paulo wurde, als eigene Art erkannt und beschrieben.

## Merkmale
Die Insel-Lanzenotter wird im Mittel 70 cm lang (Gesamtlänge), maximal sind bisher 118 cm Gesamtlänge nachgewiesen. Die Art ist im Vergleich zu anderen Lanzenottern recht schlank. Die Grundfarbe der Oberseite ist hellbraun bis goldfarben. Darauf findet sich eine Zeichnung dunkler, dreieckiger oder quadratischer Flecken, die schmal oder breit sein können und an der Rückenmitte entweder gegenüberstehen oder alternieren. Die Fleckung kann auch sehr schwach sein oder vollständig fehlen.

## Lebensweise
Sie lebt im Buschwald und im dichten Gras der Insel und ist überwiegend baumbewohnend (arboricol). Aufgrund elektronischer Markierungen konnte man bei einigen Exemplaren feststellen, dass sie jahrelang die Bäume nicht verließen.
Die Art ernährt sich heute überwiegend von Vögeln. Bei einer Untersuchung machten Vögel 85 % der Beute aus, weiterhin wurden bisher andere Schlangen und Tausendfüßer als Nahrung nachgewiesen. Man nimmt an, dass sich die Art seit der Trennung der Insel vom heute 36 km entfernten Festland (vor etwa 15.000 Jahren während der Eiszeit) aufgrund ihrer Ausbreitung und Verdrängung anderen Lebens auf Vögel als Nahrungsquelle spezialisiert hat. Die Vögel rasten nur zweimal jährlich auf Queimada Grande während ihres Vogelzugs. Die Insel-Lanzenotter jagt nicht aktiv, sondern wartet im Baum, bis ein Vogel in Reichweite kommt.

## Bestandsentwicklung
Einst wurde angenommen, dass die Schlangen-Population der Insel etwa 430.000 Schlangen betrug, das heißt, eine pro Quadratmeter, was aber völlig unrealistisch war. Eine erste systematische Untersuchung der Population der Insel-Lanzenottern im Jahre 2008 ergab eine Zahl von 2000 bis 4000 Tieren. Im Jahre 2015 ergab die Schätzung eines Herpetologen vor Ort in einer Dokumentation des Discovery Channel ebenfalls eine Population von 2000 bis 4000.
Wegen der Isolation der Insel-Lanzenotter vom Festland seit der letzten Eiszeit ist der Genpool sehr klein. Forscher des Instituto Butantan nahmen deshalb an, dass durch Inzucht erbliche Störungen im Mechanismus der Geschlechtsfestlegung aufgetreten seien. Die Insel-Lanzenotter habe vier Geschlechter entwickelt: Neben männlichen und weiblichen Exemplaren habe es männliche Tiere mit weiblichen Geschlechtsorganen gegeben und ebenso umgekehrt; unter den letzten beiden Geschlechtern schienen sich (selten) echte Zwitter (Selbstbefruchter) zu befinden. Durch den steigenden Anteil von Individuen mit gestörter Geschlechtsbestimmung (1930: 40 %, 1955: bereits 70 %) und den stark sinkenden Anteil an Weibchen (1930: nur noch 10 %, 1955: 3 %) gehe die Fortpflanzungsrate kontinuierlich zurück.
Die IUCN stuft die Art als vom Aussterben bedroht ein. Der Zutritt zur Insel ist zum Schutz der Population seit 1985 nur Wissenschaftlern erlaubt.

## Systematik
Für die Insel-Lanzenotter wurden bisher keine Unterarten beschrieben. Eine molekulargenetische Untersuchung, die alle Arten bzw. Taxa der Gattung Bothrops einschließt, liegt bisher nicht vor. In der bisher umfassendsten molekulargenetischen Arbeit, die 28 Arten oder Formen der Gattung berücksichtigte, wurde als nächste Verwandte der Insel-Lanzenotter die Jararaca-Lanzenotter (Bothrops jararaca) identifiziert.

## Gift
Das Gift der Art weist etwa die fünffache Konzentration dessen der Jararaca-Lanzenotter auf. Das Gift wirkt deswegen extrem schnell, so dass gebissene Beutevögel nicht mehr wegfliegen können. Versuche ergaben, dass das Gift Mäuse binnen 2 Sekunden tötet. Es ist daher für die pharmazeutische Forschung sehr interessant, was auch den illegalen Tierhandel auf den Plan ruft. Ein Gramm Lanzenotterngift der amazonischen Jararaca wurde 1999 um 2.000 US-Dollar gehandelt, das sehr viel seltenere Gift der Insel-Lanzenotter dürfte entsprechend mehr kosten. Insel-Lanzenottern sind illegal gefangen worden und tauchten auf einem Tiermarkt in Amsterdam auf.

### Pharmakologie
Den ACE-hemmend wirkenden Peptiden des Giftes der Jararaca-Lanzenotter (Bothrops jararaca), insbesondere der Insel-Lanzenotter, ist der Wirkstoff Captopril nachempfunden. Captopril ist die Leitsubstanz für die Gruppe der ACE-Hemmer. Ein Patent für das Spezifikum Capoten (Generikum Captopril) ist dem Pharma-Unternehmen Bristol-Myers Squibb erteilt worden. Das Instituto Butantan hat 2004 ein Patent für Evasine (Endogenous Vasopeptidases Inhibitors) angemeldet, eine Gruppe von Hypertensionsmitteln mit weniger Nebenwirkungen als Captopril.

## Belege
1. ↑  Marcio Martins, Ricardo J. Sawaya, Otavio A. V. Marques: A First Estimate of the Population Size of the Critically Endangered Lancehead, Bothrops insularis. In: South American Journal of Herpetology. 3. Jahrgang, Nr. 2, 2008, S. 168–174, doi:10.2994/1808-9798(2008)3[168:AFEOTP]2.0.CO;2.
2. ↑  Discovery Channel: Treasure Quest: Snake Island Facts.
3. ↑  Marcio Martins, Ricardo J. Sawaya, Otavio A. V. Marques: A First Estimate of the Population Size of the Critically Endangered Lancehead, Bothrops insularis. In: South American Journal of Herpetology. 3. Jahrgang, Nr. 2, 2008, S. 168–174, doi:10.2994/1808-9798(2008)3[168:AFEOTP]2.0.CO;2.
4. ↑  Discovery Channel: Treasure Quest: Snake Island Facts.
5. ↑  nach Alphonse Richard Hoge (1912–1982) vom Instituto Butantan
6. ↑  Bothrop insularis - Assessment Information auf IUCN Redlist of Endangered Species (englisch)
7. ↑  W. Wüster, M. G. Salomão, J. A. Quijada-Mascareñas, R. S. Thorpe und  B. B. B. S. P: Origin and evolution of the South American pitviper fauna: evidence from mitochondrial DNA sequence analysis. In: G. W. Schuett, M. Höggren, M. E. Douglas & H. W. Greene (eds): Biology of the Vipers. Eagle Mountain Publishing, Eagle Mountain, Utah, 2002: S. 111–128.
8. ↑   Gift (Memento vom 5. Mai 2010 im Internet Archive) Zs. Época, 29. März 1999, abgerufen am 5. Januar 2013
9. ↑  Reportage in der brasilianischen Wochenzeitung Isto é vom 24. September 2003
10. ↑  Pharmakologie (Memento vom 11. Oktober 2004 im Internet Archive) Jornal da Ciência, abgerufen am 5. Januar 2013